# Vescomtat de Châtellerault
El vescomtat de Châtellerault fou una jurisdicció feudal de França. El feu era dependent del comtat de Poitou i el formava la regió dels Ingrandes entre la moderna Châtellerault i Turena. El patrimoni alodial dels vescomtes estava a l'entorn de Poitiers i tenien també béns a l'Aunis i Santonya, i tenien feus del comte de Poitou a Vivonne, Chatelaillon, Couture d'Argenson i entorn de Châtellerault. Tenien en feu de l'abadia de Saint Maixent un domini a Sainte Soline i altres dominis en feu del bisbe de Poitiers; el vescomte controlava els castells de Châtellerault i Montoiron (el castellà era un dels vassalls principals); uns quinze senyors eren vassalls del vescomte destacant els senyors de Montoiron, Curçay, Furniols, Clairvaux, Baudiment i Chitré.
Un senyor de nom Airaud (Airald), esmentat per primer cop el 936 sense precisar el lloc, va fundar el castell que va portar el seu nom (Castrum Airaldi). El juny de 954 o 955 Guillem de Poitou fa una donació a Sant Hilari de Poitiers que subscriu un Acfrec ja esmentat el 829 o 830, probablement vescomte local. El primer que es documenta amb el títol de vescomte fou Adrald (+ 976) esmentat com Adraldi vicecomiti en una donació de l'octubre del 959 a l'abadia de Saint-Florent prop de Saumur. S'esmenten també els vescomtes Arbertus i Kadeloni junt amb Adraldus, el 969. Adrald es va casar amb Garsenda i va tenir tres fills dels quals Acfred II el va succeir com a vescomte, apareixent en donacions del 987, 989, 991, 992, casat amb Beatriu. Van tenir fills però o van morir joves o foren noies. El va succeir el seu germà Bosó I (+ abans del 1012) esmentat en donacions sense tenir el càrrec (990 i 991) i en una donació on ja consta com vescomte el 1010. es va casar amb Amelia i va tenir tres fills dels quals el successor fou Acfred III (+ després del 1046) esmentat a donacions el 1024 o 1025 i 1031 o 1033.
En aquest moment es produeix certa confusió. Sembla que Acfred III no estava casat i el va succeir el seu germà Hug I (+1070 o després) esmentat com a germà del vescomte Acfred el 1055 i com a vescomte el 1055 i 1060. No obstant algunes genealogies el presenten no com a germà d'Acfred sinó com un nebot, fill de la germana Garsenda casada amb Fucald de la Roche. Hug es va casar amb Gerberga (probablement d'Angulema, filla del comte Anduí II d'Angulema que al seu torn era fill de Guillem IV d'Angulema) i va tenir almenys dos fills, dels quals el successor fou el gran, Bosó II (+ 1095 o després).
Bosó II apareix en una carta del 1076. Es va casar vers 1075 amb Alienor de Thouars (filla d'Aimery IV vescomte de Thouars) i va tenir cinc fills dels quals Aimery I (+ abans de 1144) el va succeir; es va casar el 1109 amb Malberga o Amauberga (anomenada Dangarosa) de l'Isle Bouchard, que el va abandonar per anar a viure amb Guillem VII (IX) de Poitou, cosa que va costar a aquest ser excomunicat. Segons Orderic Vitalis, la comtessa Hildegarda de Poitou va aconseguir la reunió d'un sínode a Reims l'octubre del 1119 per orde del papa Calixte II. Aimery i la seva dona van tenir cinc fills, dels quals el gram Hug II (+ abans del 1176) fou el successor.
Hug II es va casar en primeres noces amb Aenor i en segones amb Alix d'Alençon senyora de Montgomery i de Sonnois, filla de Joan I d'Alençon (que després es va casar amb Robert Malet, senyor de Graville) i de la primera dona va tenir quatre fills; el gran Aimery va morir abans que el pare (vers 1170) i el successor fou el segon Guillem que va morir a Terra Santa, a Sant Joan d'Acre, el 1188. Es va casar amb Clemència Margarita de Mortemer, la qual en enviudar el 1188 es va casar amb Jocelí de Lezay dit de Monteiron que fou regent del vescomtat durant la minoria del jove fill de Guillem (però va morir el 1189 i Raül va tornar a la regència morint vers el 1190). Van tenir sis fills dels quals els successor fou Hug III, que va lluitar amb Artur de Bretanya al setge de Mirabeau i junt amb aquest fou fet presoner pels anglesos l'1 d'agost del 1202 però és possible que fos alliberat poc després. Felip August de França havia ocupat Châtellerault el 1204 i Hug de Surgères (que uns consideren el mateix Hug III però era quasi segur un personatge diferent) va rebre l'administració. Hug de Surgères seria fill de Guillen Maingot senyor de Surgères i d'una dama de nom Aurengarde, que a la mort del seu marit es va casar de segones amb Hug VIII l'Os de Lusignan. Hug de Surgères apareix assetjant el castell de Niors el 1205 i va fer de testimoni en diversos actes que van portar a la incorporació del comtat de Poitou a França. Hug va marxar a Terra Santa el 1211 i va morir a Sant Joan d'Acre el 1212.
Hug III es va casar el 1200 amb Eustaquia de Mauleon, filla de Raül senyor de Mauleon (la qual vers 1212 es va casar amb Raül de Machecoul senyor de la Roche-Aymon, mort el 1214). Va deixar només una filla, Clemència (morta abans del 13 de maig del 1239), que era menor. L'administració del vescomtat es va confiar a Raül de Lusignan, dit d'Exoudun o Issoudun, germà uterí d'Hug de Surgères per part de la seva mare en el segon matrimoni, que era comte d'Eu, el qual va anar a la croada el 1218 i va morir a Melle l'1 de maig de 1219, sent enterrat a Issoudun. Llavors Clemència fou promesa a un germà de Raül, de nom Jofré II de Lusignan. L'administració del vescomtat l'hauria exercit llavors Aimery II (+ vers 1242), fill d'Hug II (el cinquè fill tot i portar el mateix nom que el fill gran que havia mort el 1170) el qual apareix en cartes de 1235 (una confirmació a l'abadia de Perseigne) i 1239 (donació a Saint-Denis en Vaux), casat amb Agata de Dammartin (filla de Sinó de Dammartin comte d'Aumâle i Ponthieu) i van tenir un sol fill, Joan (mort abans del 1290), esmentat com a vescomte en carta del gener del 1256; es va casar amb Matilde i van tenir una sola filla, Joana (+ 16 de maig de 1315) senyora de Lillebone.
Clemència era l'hereva del vescomtat i abans del 1224 es va casar amb Jofré II de Lusignan, senyor de Vouvent, de Mervent i de Saint-Hermine, germà de Raül de Lusignan, dit d'Exoudun o Issoudun. Jofré en nom propi i de la seva dona va fer homenatge del vescomtat al reiLluís VIII de França en carta del maig del 1224 confirmant així una situació que ja existia de fet: el vescomtat esdevenia formalment feu de França. Sembla però que el domini útil el tenia Aimery, ja que feia donacions. Morta Clemència el 1239 Jofré I es va casar amb Auda vers 1240/1245, i va morir vers el començament del 1248. Aimery havia estat succeït per Joan, que va viure fins vers el 1190. Els Lusignan van intentar fer valdre els seus drets pel matrimoni de l'hereva Joana (1259) amb Jofré de Lusignan senyor de Jarnac, de Chateneuf i de Château-Larcher (que per fer-ho més complicat era també fill d'un Hug l'Ós, en aquest cas Hug X, comte de la Marca o La Marche) vidu d'un primer matrimoni amb Aumoda (Almodis) de Sainte Hermine. Jofré va morir el 4 de març del 1275, i l'únic fill que va tenir amb Joana, Jofre, va morir jove; llavors Joana es va casar (1275) amb Joan II el Valerós senyor d'Harcourt, fill de Joan I d'Harcourt vescomte de Saint Sauveur, que finalment el 1290 va ser reconegut com a vescomte a la mort del seu sogre. Fou també mariscal i almirall de França. Joana va morir el 1315; el seu marit havia mort el 21 de desembre de 1302.
Joan III el Tort el fill del matrimoni va començar a governar després del 1302 (quen va rebre els dominis dels Harcouurt: vescomtat de Saint Sauveur, Elbeuf, La Saussaye, l'Islebonne, Chauvigny, Harcourt, etc.) i va heretar el vescomtat el 1315. Es va casar amb Alix de Brabant filla de Jofré de Brabant-Aerschot, que li va aportar les senyories de Vierzon i Mézières al Berry que havia heretat de la mare. Joan va morir amb menys de 50 anys el 9 de novembre de 1326 deixant set fills dels quals el successor fou Joan IV, mort el 26 d'agost de 1346 a la batalla de Crécy, casat amb Isabel de Parthenay, senyora de Semblancay, de Vibraye, de Montfort le Rotrou, Nogent le Rotrou, Aspremont i Bonnetable, filla de Guillem VI l'Arquebisbe, senyor de Parthenay i van tenir tres fills dels quals el primer successor fou Joan V executat el 5 d'abril del 1356 a Rouen acusat de participar en un complot pel rei Joan II el Bo (el llavors hereu i després rei Carles V de França va restablir l'honor de la família per una carta de reparació a la vídua). Es va casar amb Blanca de Ponthieu comtessa d'Aumâle i senyora de Montgomery morta el 1389. Va tenir sis fills dels quals tres mascles que van rebre la major part de l'herència: 
- Joan VI el comtat d'Aumâle i la senyoria de Semblancay.
- Felip (1353 + 1403) senyor de Bonnétable, d'Aerschot i de Tilly
- Jaume (1350 +1405) baró de Montgomery

Però el vescomtat de Châtellerault Joan V el va deixar al seu germà Lluís obrint una branca jove de la casa d'Harcourt. Lluís I estava casar amb Maria de la Tournelle; el 1370 va prendre partit per Anglaterra contra el rei de França i l'exèrcit reial, dirigit per Carlouet, lloctinent de Du Guesclin va ocupar la ciutat de Châtellerault. Lluís va fugir per poc i fou després governador de Guyena, nomenat pel duc de Lancaster, conjuntament amb Guillem VII de Parthenay. Lluís va morir el 1388. De matrimoni amb Maria de la Tournelle va tenir dos fills, Joan i LLuís i un bastard anomenat Joan el bastard de Chatellerault, que fou senyor de La Peyrate i de la Plante; el primer dels dos fills legítims va recuperar el vescomtat que li fou reconegut com a Joan VI el 1394; va morir sense fills el 1406 i el va succeir el seu germà Lluis II. El 18 de març de 1407 va esdevenir arquebisbe de Rouen. Va morir el 1422 i amb ell es va extingir la nissaga d'Harcourt a Châtellerault.
El 1487 Carles VII de França el va donar a Joan d'Armanyac duc de Nemours (+1500) del que va passar al seu fill Lluís d'Armanyac duc de Nemours (+1503) retornant a la corna que el va cedir el 1505 a Anna de França, duquessa de Borbó que va morir el 1522. El comtat fou elevat a ducat el 1514 pel rei Francesc I de França en favor de Francesc de Borbó, i va tornar a la corona a la seva mort però pocs anys després fou cedit (1548) a l'escocès James Hamilton, regent d'Escòcia (1542-1554), com a premi per l'arranjament de la reina Maria i el delfí Francesc; James el va fer administrar pel seu fill el comte d'Arran, James Hamilton II. El ducat fou confiscat el 1559.

## Llista de vescomtes
- Airald vers 930-?
- Acfred I vers ?-960
- Adrald vers 960-970
- Acfred II vers 970-1000
- Bosó I vers 1000-1012
- Acfred III 1012-1047
- Hug I 1047-1070
- Bosó II 1070-1095
- Aimery I 1095-1144
- Hug II 1144-1176
- Guillem 1176-1188
  - Raül (germà d'Hug II) regent 1187-1188
  - Jocelí de Lezay dit de Monteiron, regent 1188-1189
  - Raül, regent (2a vegada) 1189-1190
- Hug III 1188-1204 (del 1202 al 1204 presoner dels anglesos) (+ abans 1212)
- Ocupació francesa 1204-1205
- Hug de Sugères 1205-1211 (+1212)
- Clemència 1211-1224, nominal 1224-1239
- Raül de Lusignan, dit d'Exoudun o Issoudun, promès de Clemència i germà d'Hug de Sugères, 1212-1218 (+ 1219)
- Jofré II de Lusignan i I de Châteaudun (promès i després marit de Clemència) 1219-1224 (+1248)
- Aimery II (germà d'Hug II) 1224-1242
- Joan I 1242-1290
- Joana 1290-1315
- Jofré de Lusignan (II de Châteaudun) 1259-1275 (hereu presumpte)
- Joan II el Valerós senyor d'Harcourt 1290-1302 (segon marit de Joana)
- Joan III el Tort 1315-1326
- Joan IV 1326-1346
- Joan V 1346-1356
- Lluís I 1356-1370 (+1388)
- Ocupació francesa 1370-1394
- Joan VI 1394-1406
- Lluís II 1406-1422
- A la corona 1422-1487
- Joan d'Armanyac (Joan VII) 1487-1500
- Lluís d'Armanyac (Lluís III) 1500-1503
- A la corona 1503-1505
- Anna de França duquessa de Borbo 1505-1514 (+1522)
- Francesc de Borbo, primer duc, 1514-1546
- A la corona 1546-1548
- James Hamilton I, segon Earl Hamilton 1548-1559
- James Hamilton II, tercer earl Hamilton, administrador, 1549-1559
- A la corona 1559